# Hôtel de Ville - Louis Pradel (metropolitana di Lione)
Hôtel de Ville - Louis Pradel è una stazione della metropolitana di Lione, interscambio tra le linee A e C. Di quest'ultima costituisce uno dei due capolinea.
È situata nel I arrondissement di Lione, nei pressi di place des Terreaux, nella zona della Presqu'île. Prende il nome dal vicino Municipio cittadino e dalla place Louis Pradel, sindaco di Lione dal 1957 al 1976, durante il cui mandato fu aperta la rete metropolitana cittadina.

## Storia
La stazione fu aperta al traffico il 2 maggio 1978, quando fu completata la linea A e prolungata la C, già attiva da quattro anni.

## Descrizione
La stazione si estende principalmente sotto Place de la Comédie, tra il municipio e l'Opera di Lione. È disposta su due livelli: quello superiore è utilizzato dalla linea A ed è costruito sul modello classico delle prime stazioni della metropolitana di Lione, due binari con due banchine laterali lunghe 70 metri e larghe 3 metri ciascuna, mentre il livello inferiore è il capolinea della linea C, che presenta una disposizione dei binari di tipo spagnolo.